# Вітюк Ілля Анатолійович
Вітюк Ілля Анатолійович — український військовик, спецслужбіст, бригадний генерал СБУ, начальник Департаменту контррозвідувального захисту інтересів держави в сфері інформаційної безпеки (30 листопада 2021 року - 01 травня 2024 року).

## Життєпис
Киянин. 2004 року почав військову службу в органах державної безпеки. У 2009 році закінчив із відзнакою Національну академію СБУ за спеціальністю «Правознавство». Згодом здобув другу вищу освіту за спеціальністю «Міжнародна економіка», закінчив із відзнакою  Київський національний економічний університет імені Вадима Гетьмана.

### Кар'єра
За час служби обіймав оперативні та керівні посади в регіональних управліннях та Центральному апараті СБУ.
20 лютого 2014 року знімав розстріли на Майдані зі сторони «Беркуту» як оперативний працівник спецпідрозділу. На допиті в 2019 він це відео не надав сказавши, що в нього вкрали телефон в спортзалі, а відео з Інститутської він видалив, ще до того.
З 1 серпня 2021 року тимчасово виконував обов'язки, а 30 листопада 2021 року став начальником Департаменту контррозвідувального захисту інтересів держави у сфері інформаційної безпеки СБУ.
Під керівництвом Вітюка контррозвідниками Департаменту безпосередньо перед та після початку повномасштабного вторгнення РФ на Україну проведено низку кібероперацій:
- заблоковано кібератаки російських спецслужб на об'єкти критичної інфраструктури, військові системи (Kropyva,[8][9] Delta,[10] оператор зв'язку Київстар[11][12], об'єкти енергетики тощо[13]).
- викрито, зібрано доказову базу та притягнуто до кримінальної відповідальності конкретних штатних співробітників хакерського підрозділу ФСБ РФ Gamaredon (Armageddon) за кібератаки на українську цивільну інфраструктуру.[14][15][16]
- спільно з партнерськими спецслужбами проведено затримання членів міжнародних хакерських угруповань[17][18].

Також проведено роботу з нейтралізації російських дезінформаційних атак, протидії інформаційно-психологічним спеціальним операціям (ІПСО). Заблоковано тисячі ресурсів, десятки троле- та ботоферм потужністю в кілька мільйонів фейкових аккаунтів.
1 травня 2024 року Вітюка звільнили з посади голови кібербезпеки СБУ (начальника Департаменту контррозвідувального захисту інтересів держави у сфері інформаційної безпеки СБУ).

## Спорт
- Призер республіканських і міжнародних змагань з греко-римської боротьби та змішаних єдиноборств.
- Чемпіон України, срібний призер чемпіонату світу з бойового самбо.[25]
- Майстер спорту України міжнародного класу.[26]

## Скандали

### Статки, що можуть не відповідати прибуткам
У декларації за 2023 рік Вітюк вказав квартиру вартістю 12,8 млн грн при тому, що задекларована зарплатня Вітюка складала 1,8 млн на рік. Журналісти Слідство.Інфо виявили, що ринкова вартість квартири може перевищувати 20 млн грн. Квартиру в тому ж елітному житловому комплексі в Печерському районі Києва має й дружина Анатолія Лойфа, колишнього керівника Головного управління контррозвідувального забезпечення об'єктів критичної інфраструктури та протидії фінансуванню тероризму СБУ.
У 2022 році дружина Іллі Юлія Вітюк відкрила ФОП із надання юридичних послуг, через який протягом 2022 року отримала 9,4 млн грн прибутку і 2023 року — 13,4 млн грн. Журналісти «Слідство.Інфо» не змогли знайти інформації про господарчу діяльність цього ФОП.
9 квітня 2024 року стало відомо, що СБУ розпочало перевірку журналістських розслідувань, на час перевірки Вітюка було відсторонено від посадових обов'язків та направлено проходити службу в бойовому підрозділі ДКІБ, який виконує оборонні завдання на фронті спільно з ЦСО «А». Але після «відправки на фронт» Вітюка продовжив перебувати в Києві, зокрема, журналісти помітили його в одному з ресторанів.
16 квітня 2024 року НАЗК розпочало перевірку способу життя Вітюка на підставі журналістських розслідувань, що виявили у власності Вітюка нерухомості ринковою вартістю щонайменше 25,5 млн грн. 20 вересня 2024 року НАЗК не змогло виявити невідповідностей між задекларованим та реальним рівнем життя Вітюка. Попри безрезультативну перевірку з боку НАЗК, Вищий антикорупційний суд заарештував елітну квартиру дружини Вітюка за поданням НАБУ. На думку прокурорів САП, квартира може підлягати спеціальній конфіскації. Водночас стало відомо, що НАЗК під час перевірки не звернулося до НАБУ щодо арешту дороговартісної нерухомості.
За три дні до публікації розслідування до журналіста «Слідства. Інфо» Євгенія Шульгата, який проводив розслідування щодо Вітюків, підійшли співробітники ТЦК та намагалися вручити повістку. При цьому, діями військових керувала людина у цивільному одязі. Як з'ясували журналісти, це міг бути Олексій Володимирович Біленко, який працює у департаменті кібербезпеки СБУ та є близьким до Вітюка. На думку журналістів, СБУ використала військкомат для переслідування журналіста. Офіс генерального прокурора відкрив кримінальне провадження щодо ймовірного зловживання службовими повноваженнями та перешкоджання професійній діяльності журналістів.

### Конфлікт з Національною спілкою архітекторів України
У січні 2023 року Вітюк повідомив, що СБУ викрили і зупинили зловмисників, які намагалися легалізувати незаконні забудови через злам Єдиної державної електронної системи у сфері будівництва, а також видавали підроблені сертифікати атестації архітекторів. За його словами, до організації оборудок причетні високопосадовці Національної спілки архітекторів України.
Президент спілки Олександр Чижевський заявив, що процедура атестації та видачі сертифікатів відбувається прозоро та згідно із законом, а жодних підроблених документів у НСАУ не вилучали під час обшуків. Він назвав дії СБУ тиском на спілку через її критику законопроєкту № 5655 щодо реформи містобудування.

### Звинувачення у приховуванні відео розстрілів на Майдані
У квітні 2024 року видання «Слідство. Інфо» опублікувало матеріал, в якому стверджувалося, що Вітюк, працюючи на той час у СБУ, 20 лютого 2014 року знімав на телефон, як спецпідрозділ «Беркут» розстрілював протестувальників на Майдані Незалежності під час Революції гідності. За інформацією журналістів, слідство довго не могло встановити особу Вітюка і допитало його лише у 2019 році. Ексочільник Департаменту розслідувань злочинів Майдану Сергій Горбатюк зазначив, що Вітюк як представник правоохоронних органів був зобов'язаний самостійно звернутися до слідства з цією інформацією, але не зробив цього.

### Інше
На початку березня 2025 року журналісти Української правди виявили Вітюка у компанії інших спецслужбовців СБУ та кримінального авторитета Сергія Олійника на дні народження Костянтина Коломійця. Разом із Вітюком, на святкуванні були присутні Артем Шило, син колишнього мера Харкова Геннадія Кернеса Данило Привалов, його бізнес-партнер Самвел Акобян, колишній заступник директора НАБУ Гізо Углава, бізнесмен Леонід Ашкеназі та колишній керівник Головного управління контррозвідувального забезпечення об'єктів критичної інфраструктури та протидії фінансуванню тероризму СБУ Анатолій Лойф.

## Військові звання
- Бригадний генерал (25 березня 2024 року)[48]

## Нагороди та відзнаки
- Орден «Богдана Хмельницького» III ст.
- Відзнака Президента України «За участь в антитерористичній операції» (за сумлінне ставлення до виконання службових обов'язків у районі проведення антитерористичної операції);
- Відомчі заохочувальні відзнаки СБУ — нагрудні знаки «За доблесть», «За відвагу», «Відзнака Служби безпеки України»;
- Відомчі заохочувальні відзнаки СБУ та ГУР МО «Вогнепальна зброя» (за доблесть і самовідданість, виявлені при виконанні службового обов'язку).

## Родина
- Дружина Юлія Вітюк